# Argopatagus vitreus
Argopatagus vitreus is een zee-egel uit de familie Macropneustidae.
De wetenschappelijke naam van de soort werd in 1879 gepubliceerd door Alexander Agassiz.